# Порошино (Афанасьєвський район)
Поро́шино (рос. Порошино) — присілок у складі Афанасьєвського району Кіровської області, Росія. Входить до складу Пашинського сільського поселення.
Населення становить 45 осіб (2010, 72 у 2002).
Національний склад станом на 2002 рік — росіяни 83 %.